# ناثان كروس
ناثان كروس هو متزلج صدري كندي، ولد في 2 ديسمبر 1980 في إدمونتون في كندا.